# Reno di Medel
Il Reno di Medel (in tedesco Medelser Rhein ) è il più lungo affluente del Reno. Il fiume scorre  nelle valli Cadlimo e Medel, fra i nei cantoni svizzeri del Ticino e dei Grigioni.

## Il nome
Rein da Medel è il nome locale in dialetto sursilvano, che di solito viene usato come generalizzazione per l'intero fiume. Il termine in tedesco Mittelrhein, "Medio Reno", si trova anche nei testi più antichi.
Il nome del fiume ha due significati indipendentemente dalla forma linguistica. Da un lato, si riferisce all'intero fiume e dall'altro, è un nome specifico del tratto del fiume nell'area in Ticino di lingua italiana. Per cui, "Reno di Medel" viene usato in italiano soprattutto per indicare il corso superiore del fiume e il corso inferiore nell'area linguistica sursilvana. La parte sursilvana del corso medio è chiamata localmente Froda.

## Descrizione

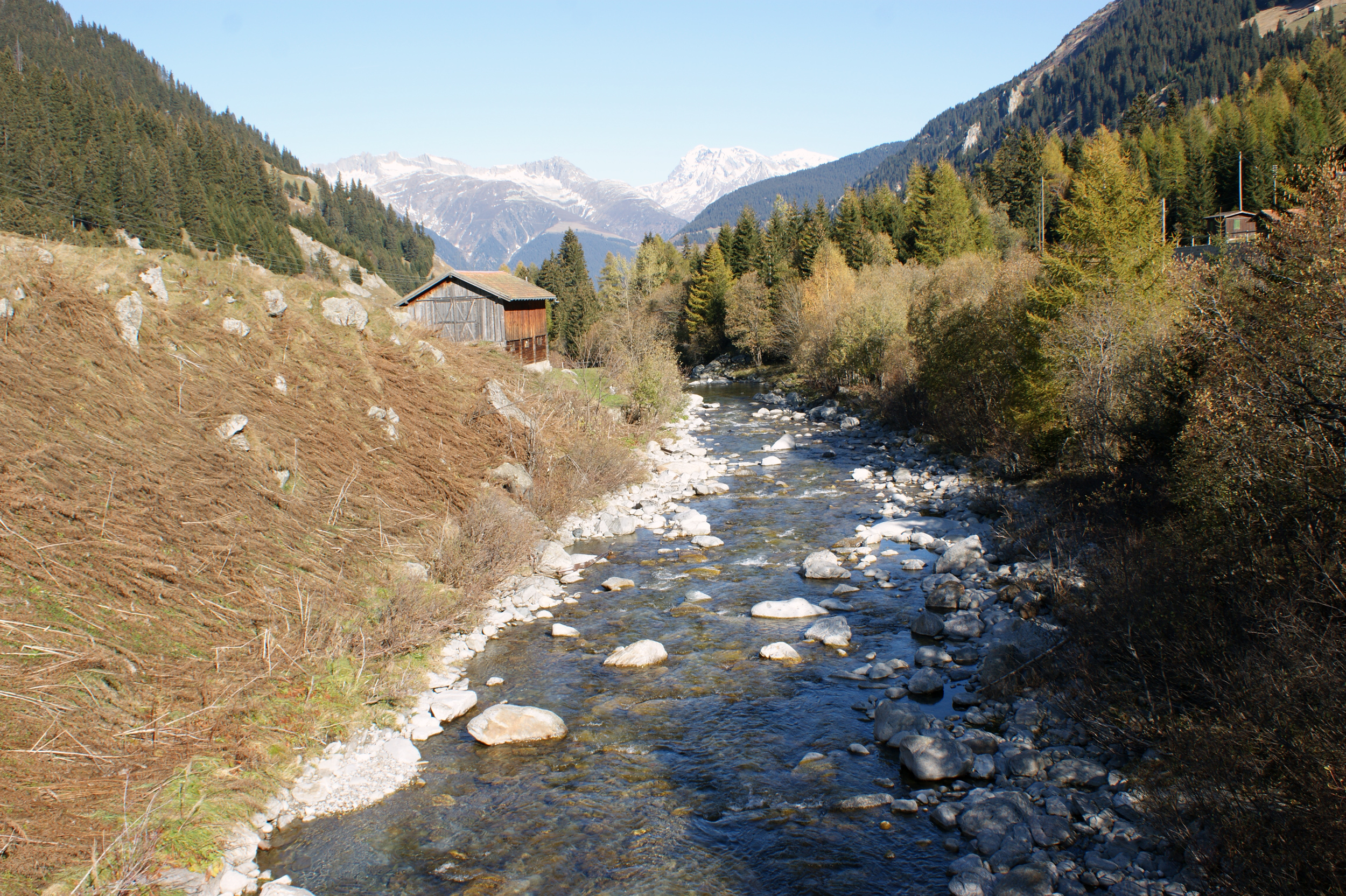
Il Reno di Medel nei pressi di Acla.

### Il corso
Il corso superiore del Rein da Medel scorre attraverso la Val Cadlimo, a sud della dorsale alpina principale, sul territorio del comune ticinese di Quinto. Ci sono tre corsi d'acqua sorgivi di forza approssimativamente uguale:
- un ruscello primaverile settentrionale (lungo ca. 640 metri) che nasce da alcune sorgenti sotto il Piz Curnera
- un ruscello di media sorgente (lungo ca. 1150 metri) che sorge alla Bocchetta di Cadlimo (2534 m s.l.m.) e attraversa il lago di Dentro (2504 m s.l.m.)
- un ruscello primaverile meridionale (lungo ca. 950 metri) che nasce alla Bassa del Lago Scuro sotto Punta Negra e sfocia nel lago Scuro (2451 m s.l.m.)

I bracci settentrionale e medio si uniscono poco prima di sfociare in quello meridionale.
Circa un chilometro dopo la confluenza di questi corsi d'acqua, il Reno di Medel sfocia nel lago dell'Isra a 2322 m s.l.m. Una valle d'incisione, sotto il quale corre la Galleria di base del San Gottardo NEAT, segna il passaggio del fiume dalla Val Cadlimo alla Val Medel. All'uscita della valle, vi confluisce da sud nella Val Termine l'Aua della Val Termine, un affluente proveniente dal Passo dell'Uomo. Pochi metri a nord della confluenza con il bacino idrico del Lago di Santa Maria a 1908 m s.l.m., corre il confine cantonale tra Ticino e Grigioni.
Il corso medio e quello inferiore attraversano la Val Medel e ricadono quasi prevalentemente nel comune di Curaglia; solo gli ultimi 1000 metri circa del corso d'acqua sono nel comune di Disentis.
Numerosi affluenti e torrenti ingrossano il fiume lungo tutta la Val Medel, nella quale il fiume entra attraversando il lago di Santa Maria. Lì, incontra il Reno di Cristallina, il suo maggior affluente, che vi confluisce provenendo dall'omonima valle. Gli ultimi due chilometri nella Val Medel sono caratterizzati dalla gola “Las Ruinas” (“Medelserschlucht”), nella quale il Reno di Medel scorre insieme al Reno Anteriore.

### Bacini idrografici e bacini fluviali limitrofi
Il bacino idrografico di 126.66 km² del Reno di Medel è situato nelle Alpi Lepontine.
L'altitudine media del bacino idrografico è di 2224,8 m s.l.m., la quota minima è di 1052 m s.l.m. e la quota massima a 3161 m s.l.m.
I bacini fluviali limitrofi più importanti del sistema renano sono quelli del Reno Anteriore, Reno di Nalps e Reno di Sumvitg, nonché i bacini fluviali di Canaria, Murinascia Grande e Brenno nel bacino del Po.
Il Reno di Medel è l'unico fiume del Canton Ticino che sfocia nel Mare del Nord attraverso il Reno. Tuttavia, una parte significativa dell'acqua del corso superiore viene raccolta a Stabbio Nuovo e convogliata nella Murinascia Grande, un affluente del lago Ritóm, attraverso un tunnel in corrispondenza del Passo dell'Uomo. Ciò significa che la Val Cadlimo, pur facendo orograficamente parte del Reno, finisce per avere fiumi che sfociano nel Mediterraneo, come quasi tutte le altre valli del Ticino.

### Affluenti
I maggiori affluenti sono il Reno di Cristallina e il Reno di Plattas.
| destra/sinistra | affluente              | lunghezza in km | portata in m³/s | bacino idrografico in km² |
| --------------- | ---------------------- | --------------- | --------------- | ------------------------- |
| S               | Aua del Lago di Dentro | 1,0             |                 |                           |
| D               | Aua dalla Val Termine  | 1,9             |                 | 2,11                      |
| S               | Aua dalla Val          | 3,0             |                 | 6,03                      |
| D               | Aua digl Scopi         | 1,8             |                 | 1,87                      |
| S               | Aua dalla Vatgira      | 3,2             | 0,17            | 3,53                      |
| S               | Ganaretsch             | 2,6             |                 | 2,07                      |
| D               | Reno di Cristallina    | 9.9             | 1,41            | 27,86                     |
| S               | Aua da Parda           | 2,0             |                 | 0,88                      |
| D               | Aua da Rusas           | 1,7             |                 |                           |
| D               | Reno di Fuorns         | 7,4             | 0,36            | 7,4                       |
| S               | Val Matergia           | 2,2             |                 | 1,21                      |
| S               | Val Mutschnegia        | 1,9             |                 | 1,46                      |
| D               | Reno di Plattas        | 7,8             | 0,94            | 23,25                     |

## Idrologia
Alla foce del Reno di Medel nel Reno Anteriore, il volume di scarico medio modellato (MQ) è 5,47 m³/s. Il suo regime fluviale è b-glacio-nivale e la sua variabilità di scarico è 15.

## Ponti

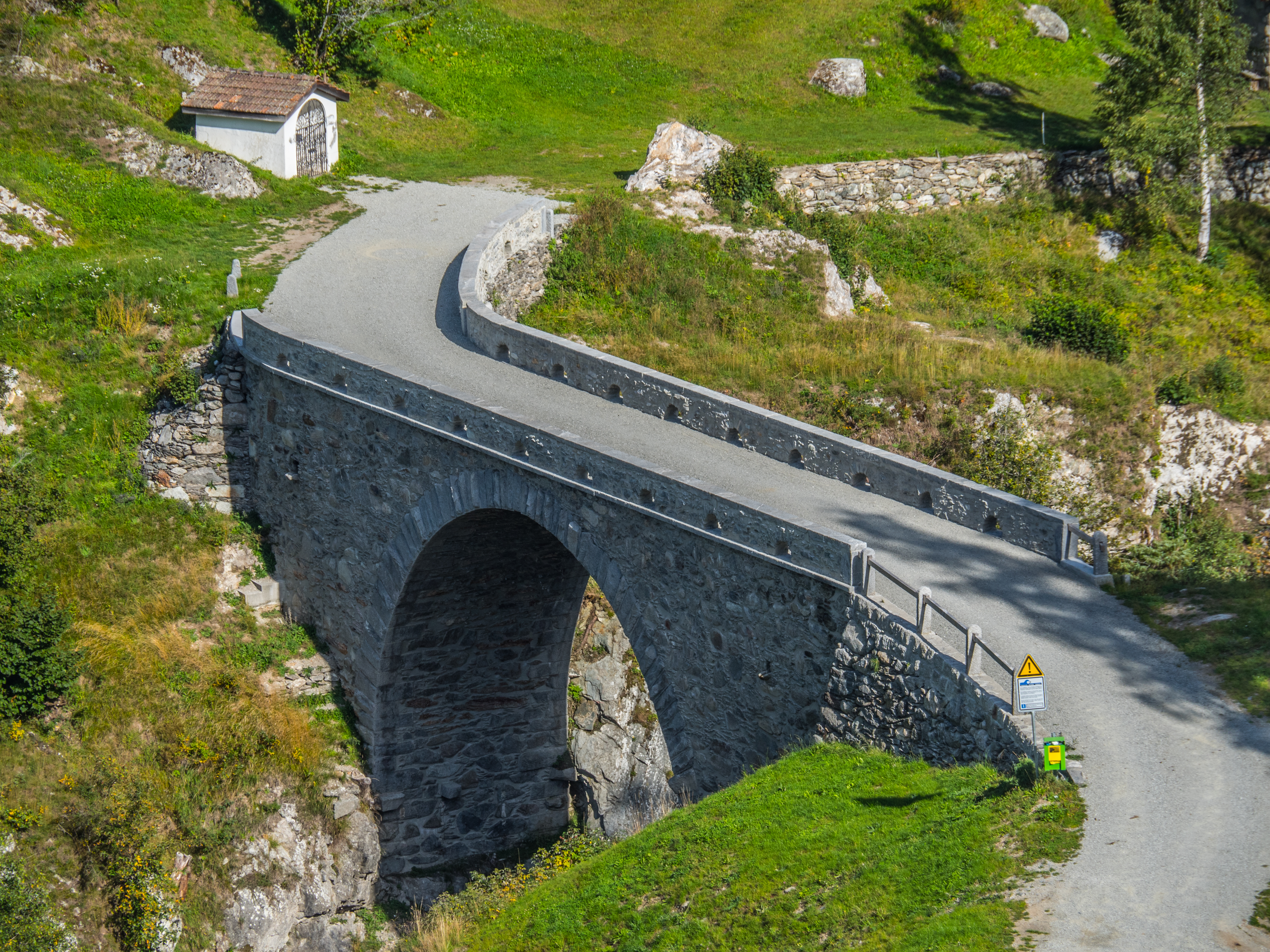
Ponte di pietra sul Reno di Madel a Curaglia.

Lungo il suo percorso, il Reno di Medel è attraversato da una ventina di ponti. Tre ponti in pietra sono elencati nell'Inventario delle vie di comunicazione storiche della Svizzera (IVS).
Il ponte sospeso tibetano pedonale della Passerella Val Termine, costruito nel 2015, viene smontato ogni anno prima dell'inizio dell'inverno.